# Chameleon in the Shadow of the Night
Albums de Peter Hammill
Fool's Mate
(1971) The Silent Corner and the Empty Stage
(1974)
Chameleon in the Shadow of the Night est le second album de Peter Hammill, sorti en 1973.

## Liste des titres
1. German Overalls
2. Slender Threads
3. Rock and Rôle
4. In the End
5. What's it worth
6. Easy to Slip Away
7. Dropping the Torch
8. (In the) Black Room
9. Rain, 3 am[2].
10. Easy to Slip Away (Live)[2]
11. In the End (Live)[2]

## Musiciens
- Peter Hammill : Chant, guitare, claviers
- Guy Evans : batterie
- David Jackson : saxophone
- Hugh Banton : claviers
- Nic Potter : basse